# 불꽃놀이 (2006년 영화)
불꽃놀이(چهارشنبه سوری Čahâr-šanbe Suri, Fireworks Wednesday)는 이란에서 제작된 아쉬가르 파라디 감독의 2006년 드라마, 미스터리 영화이다. 타라네 앨리두스티 등이 주연으로 출연하였다.

## 출연

### 주연
- 타라네 앨리두스티
- 헤드예 테흐라니

### 조연
- 사하르 돌라챠이
- 후만 세야디